# جان برومویچ
 جان برومویچ (انگلیسی: John Bromwich؛ زاده ۱۴ نوامبر ۱۹۱۸ درگذشته ۲۱ اکتبر ۱۹۹۹) یک تنیس‌باز اهل استرالیا بود.